# Hrvatska regulatorna agencija za mrežne djelatnosti
Hrvatska regulatorna agencija za mrežne djelatnosti (HAKOM) je samostalna, neovisna i neprofitna pravna osoba s javnim ovlastima, koja obavlja regulatorne i druge poslove u okviru djelokruga i nadležnosti propisanih Zakonom o elektroničkim komunikacijama NN br. 76/22 i Zakonom o poštanskim uslugama (ZPU, NN br. 144/12, 153/13, 78/15 i 110/19) i Zakonom o regulaciji tržišta željezničkih usluga i zaštiti prava putnika u željezničkom prijevozu (NN br. 104/17). Kao neovisni nacionalni regulator HAKOM regulira tržišta elektroničkih komunikacija, te poštanskih i željezničkih usluga. Jedno je od šest nacionalnih regulatornih tijela izravno odgovornih Hrvatskome saboru. Sjedište HAKOM-a je u Zagrebu, a podružnice još ima u Osijeku, Rijeci i Splitu.

## Povijest
HAKOM je službeno osnovan 1. srpnja 2008. godine spajanjem Hrvatske agencije za telekomunikacije i Vijeća za poštanske usluge.  No, taj nadnevak ne veže se za početak rada nacionalnog regulatora za mrežne djelatnosti, budući se početak rada HAKOM-a povezuje uz osnivanje Hrvatskog zavoda za telekomunikacije (HZT)  iz kojeg je HAKOM nastao, a koji je službeno započeo s radom 1. siječnja 2000. godine, kao i njegovih slijednika: Hrvatske agencije za telekomunikacije i Hrvatske agencije za poštu i elektroničke komunikacije. Tijekom 2014. HAKOM-u se pripojila i Agencija za reguliranje tržišta željezničkih usluga (ARTŽU) kao samostalno i neovisno regulatorno tijelo, a koja je osnovana Zakonom o Agenciji za regulaciju tržišta željezničkih usluga. Radi prepoznatljivosti u javnosti nakon pripajanja zadržan je skraćeni naziv HAKOM.

## Osnivanje i upravljanje
HAKOM je samostalna, neovisna i neprofitna pravna osoba s javnim ovlastima, a rad HAKOM-a je javan. Osnivač HAKOM-a je Republika Hrvatska, a osnivačka prava ostvaruju Hrvatski sabor i Vlada Republike Hrvatske. Rad HAKOM-a je javan, a za svoj rad HAKOM odgovara Hrvatskom saboru. 
HAKOM-om upravlja Vijeće  koje čini pet članova, uključujući predsjednika i zamjenika predsjednika Vijeća HAKOM-a.
Predsjednika, zamjenika predsjednika i članove Vijeća HAKOM-a imenuje i razrješava Hrvatski sabor na prijedlog Vlade Republike Hrvatske na razdoblje od pet godina. Vijeće HAKOM-a donosi odluke većinom glasova svih članova. HAKOM ima stručnu službu koja obavlja stručne, administrativne i tehničke poslove, a ustrojena je u skladu sa statutom i drugim općim aktima HAKOM-a. Stručnom službom HAKOM-a rukovodi ravnatelj kojeg imenuje Vijeće HAKOM-a.

## Nadležnost
Osnovna nadležnost HAKOM-a je:
- reguliranje tržišta elektroničkih komunikacija, tržišta poštanskih usluga i tržišta željezničkih usluga
- zaštita prava krajnjih korisnika usluga
- upravljanje ograničenim općim dobrima od interesa za Republiku Hrvatsku:
  - radiofrekvencijskim spektrom
  - adresnim prostorom
  - brojevnim prostorom

Prema ZEK-u, HAKOM ima ovlast štititi potrošače nadzorom i regulacijom cijena i kvalitete poštanskih usluga i usluga elektroničkih komunikacija, kao i osiguranja preglednog i nepristranog obavljanja djelatnosti željezničkog prijevoza te otvorenog i nediskriminirajućeg ponašanja između upravitelja infrastrukture i prijevoznika u svrhu zaštite tržišnog natjecanja. HAKOM pomaže i u stvaranju okruženja prikladnog za inovacije na tržištu elektroničkih komunikacija, poštanskih i željezničkih usluga, kao i u osiguranju stabilnog rasta. Također je nadležan rješavati sporove između korisnika i pružatelja usluga u vezi s naknadama,  kakvoćom usluga ili povredama ugovora te upravlja i nadzire radiofrekvencijski spektar i brojevni  i adresni prostor. HAKOM osigurava pretpostavke za ravnopravno tržišno natjecanje, stabilan rast i prostor za inovacije na tržištu elektroničkih komunikacija, poštanskih i željezničkih usluga. Štiti interese korisnika i osigurava mogućnost izbora raznolikih komunikacijskih, poštanskih i željezničkih usluga po pristupačnim cijenama, definira održive konkurentne uvjete operatorima i davateljima usluga uz pravedne uvjete za povrat investicija te pruža podršku ekonomskom rastu, javnim uslugama i kvaliteti života u RH upotrebom modernih tehnologija.

## Struktura i financiranje
HAKOM ima stručnu službu koja obavlja stručne, administrativne i tehničke poslove, a ustrojena je u skladu sa Statutom i drugim općim aktima HAKOM-a. Stručnom službom HAKOM-a rukovodi ravnatelj HAKOM-a kojeg imenuje Vijeće HAKOM-a. Za svoj rad, ravnatelj odgovara Vijeću HAKOM-a. 
Trenutno, ovo državno regulatorno tijelo za mrežne djelatnosti zapošljava 188 većinom srednje i visoko obrazovanih suradnika. Ukupni godišnji proračun iznosi 14.255.049 €.
Naknade iz koji se financira rad HAKOM-a:
- U skladu s odredbama članka 16. Zakona o elektroničkim komunikacijama (NN br. 76/22) sredstva za obavljanje poslova HAKOM-a za područje elektroničkih komunikacija osiguravaju se na temelju godišnjeg financijskog plana HAKOM-a iz sljedećih izvora: iz naknade za upravljanje adresnim i brojevnim prostorom, iz naknade za upravljanje radiofrekvencijskim spektrom, iz naknade za obavljanje drugih poslova HAKOM-a, u postotku od ukupnoga godišnjeg bruto prihoda koji su u prethodnoj kalendarskoj godini ostvarili operatori u obavljanju djelatnosti elektroničkih komunikacijskih mreža i usluga na tržištu, osim nakladnika elektroničkih medija koji odašilju svoje radijske ili televizijske programe putem vlastite elektroničke komunikacijske mreže, koju upotrebljavaju isključivo u tu svrhu.

Nadalje, sredstva za obavljanje poslova HAKOM-a za područje poštanskih usluga i regulaciju tržišta željezničkih usluga osiguravaju se na temelju godišnjeg financijskog plana HAKOM-a, u skladu s posebnim zakonima kojima se uređuje područje poštanskih usluga i regulacija tržišta željezničkih usluga, i to iz sljedećih izvora: iz naknade za obavljanje poslova HAKOM-a u području poštanskih usluga, u postotku od ukupnoga godišnjeg bruto prihoda koji su u prethodnoj kalendarskoj godini ostvarili davatelji poštanskih usluga, iz naknade za obavljanje poslova HAKOM-a u području regulacije tržišta željezničkih usluga, u postotku od ukupnoga godišnjeg bruto prihoda koji su u prethodnoj kalendarskoj godini ostvarili upravitelji infrastrukture.

## Strateški ciljevi
Strateški ciljevi HAKOM-a su osigurati visoku kvalitetu i dostupnost usluga za korisnike, osigurati učinkovito tržišno natjecanje, potaknuti inovacije i učinkovita ulaganja u mreže i usluga, uskladiti rad svih dionika tržišta s regulatornim okvirom i ostvariti poslovnu i operativnu izvrsnost. HAKOM kao tržišni regulator ima cilj razvijati održiva tržišta mrežnih usluga na kojim se natjecanje među konkurentima odvija kroz široku ponudu kvalitetnih usluga dostupnih svim građanima, primjenom regulatorne predvidivosti, sprječavanjem diskriminacije, osiguravanjem učinkovitog upravljanja ograničenim dobrima, promicanjem djelotvornih investicija, zaštitom tržišnog natjecanja te doprinosom razvoju jedinstvenog tržišta Europske unije.

## Suradnja s drugim tijelima
Posebna pozornost posvećuje se radu u međunarodnim tijelima i institucijama, te suradnji s nacionalnim regulatornim tijelima drugih država kroz sklopljene bilateralne i multilateralne sporazume o suradnji s ciljem razmjene najbolje prakse i regulatornih iskustava. HAKOM aktivno sudjeluje u radu odbora (COCOM (Communications Committee), RSC (Radio Spectrum Committee), Postal Committee) i radnih skupina Europske komisije. HAKOM je također član mreža europskih regulatora i to BEREC-a (Body of European Regulators for Electronic Communications), ERGP-a (The European Regulators Group for Postal Services) i IRG Rail-a (Independent Regulators Group) te također sudjeluje u radu ostalih savjetodavnih tijela Europske unije kao što su RSPG (The Radio spectrum policy group) i CEPT  (The European Conference of Postal and Telecommunications Administrations), kao i u radu EU agencija, kao što su ENISA (The European Union Agency for Cybersecurity) i ERA (European Union Agency for Railways).  Aktivna je uloga HAKOM-a u radu radnih skupina ITU-a (International Telecommunication Union - Međunarodna telekomunikacijska unija) i UPU-a (Union Postale Universelle - Svjetska poštanska unija).  

## Vanjske poveznice
- Službene stranice